# Mohammed Bouyeri
Mohammed Bouyeri (arabisch محمد بويري) (* 8. März 1978 in Amsterdam) ist ein marokkanischer Islamist, der am 2. November 2004 dem niederländischen Künstler, Filmemacher und Islamkritiker Theo van Gogh auflauerte und ihn ermordete. Dieser Mord machte europaweit Schlagzeilen. Für seine Tat wurde Bouyeri 2005 zu einer lebenslangen Freiheitsstrafe verurteilt.

## Leben
Bouyeri besitzt die marokkanische und die niederländische Staatsbürgerschaft. Seine Eltern sind Einwanderer der ersten Generation. 1995 machte Bouyeri seinen HAVO-Abschluss und besuchte daraufhin die „INHOLLAND“-Hochschule in Diemen. Er wechselte mehrmals das Studienfach, verließ nach fünf Jahren die Hochschule ohne Abschluss und wandte sich zunehmend dem islamischen Fundamentalismus zu. Zuvor war er der Polizei bereits als Mitglied einer unter Beobachtung stehenden Gruppe von marokkanischen Jugendlichen bekannt geworden. Es wird vermutet, dass er sich einer islamistischen Terrorgruppe anschloss, die als Hofstadgroep (Hofstad-Gruppe) bezeichnet wird.

## Attentat
Nach der öffentlichen Kontroverse um Theo van Goghs islamkritischen Kurzfilm Submission – Part One schoss Bouyeri am 2. November 2004 auf offener Straße auf den Regisseur, schnitt ihm die Kehle durch und stieß ihm ein Messer in den Körper, an dem ein Bekennerschreiben, unter anderem mit Morddrohungen gegen die damalige niederländische Parlamentsabgeordnete Ayaan Hirsi Ali, befestigt war. Hirsi Ali war mit van Gogh befreundet und Autorin des oben genannten Films. Nach einem Schusswechsel mit der Polizei wurde Bouyeri in der Nähe des Tatorts verletzt festgenommen.
Am 11. Juli 2005 begann in Amsterdam der Gerichtsprozess, in dem er des Mordes an Theo van Gogh, des versuchten Mordes an Polizisten, des versuchten Totschlags an Passanten, Verstoßes gegen das Waffengesetz und der Mitgliedschaft in einer terroristischen Organisation angeklagt wurde. Bouyeri, der vor Gericht mit dem Koran unter dem Arm erschien, gestand, van Gogh getötet zu haben, verzichtete auf eine Verteidigung und gab stattdessen an, weitere Anschläge begehen zu wollen. Am 26. Juli 2005 wurde Bouyeri zu einer lebenslangen Freiheitsstrafe verurteilt. Nach niederländischem Recht ist eine vorzeitige Entlassung aus lebenslanger Haft nur durch eine Begnadigung durch den König möglich.
Im Rahmen des Prozesses gegen Bouyeris mutmaßliche Komplizen, die Hofstadgruppe, argumentierte der 27-jährige Niederländer marokkanischer Herkunft, dass „im Kampf der Gläubigen gegen die Ungläubigen“ Gewalt vom Propheten Mohammed erlaubt sei.